# Бенджамин Уорф
Бенджамин Лий Уорф (на английски: Benjamin Lee Whorf; р. 24 април 1897, Уинтроп, Масачузетс – п. 26 юли 1941, Хартфорд, Кънектикът) е американски лингвист.
Уорф е широко известен със своите идеи за езикова теория на относителността, хипотезата, че езикът оказва влияние на мисълта. Това е основна тема в много от неговите публикации, той е признат за един от бащите на този подход, често наричан „Хипотеза на Сапир — Уорф“, кръстена на него и неговия наставник Едуард Сапир.
По професия Уорф е инженер химик, но от младежките си години се интересува от лингвистика. Първоначално неговият интерес го отвежда към изучаване на библейски иврит, но впоследствие бързо се ориентира към изучаване на езиците от Мезоамерика. Професионалните учени са впечатлени от неговата работа и през 1930 г. той получава стипендия за изучаването на езика на ацтеките в Мексико. След като се завръща, представя няколко доклада на научни конференции, които имат голямо влияние.
Това му позволява да започне изучаването на лингвистика при Едуард Сапир в Йейлския университет, докато продължава работата си като инженер химик. По време на заниманията си в Йейл той работи върху описанието на езика на индианското племе хопи.